# 畢万
畢 万（ひつ まん、生没年不詳）は、中国春秋時代の晋の武将。武公、献公に仕えた。姓は姫、氏は畢（後に封地名から魏）、諱は万。芒季の父、魏犨の祖父。戦国七雄の魏の祖。

## 生涯
周王朝の文王の庶子とする畢公高の直系の子孫だが、故国の衰退に伴い、一族郎党を率いて当時隆盛にあった晋の分家・曲沃の当主である称（後に本家を滅ぼし晋の武公）に仕官し、太子の詭諸（後の献公）付きの武官となる。その時に曲沃の卜官の郭偃から「あなたの子孫は必ず強大になる」との予言を受ける。
その後、献公が紀元前661年に上下二軍を設置した時に、献公の車右に抜擢される。同年に献公が魏を滅ぼした際に、その武功により同地を封地として与えられた。そこから畢万は魏万とも呼ばれるようになり、子孫は魏氏を名乗るようになる。
畢万の没後、孫の魏犨が文公の重臣となってから、魏氏は郭偃の予言通り強大になっていき、ついには晋から魏王国を独立させ、戦国七雄の一角を担うようになるのである。